# Николо I Дзордзи
Николо I Дзордзи (на италиански: Niccolo Zorzi) е венециански благородник и дипломат, маркиз на Бодоница и втори съпруг на Гулиелма Палавичини.

## Кариера
Николо Дзордзи е първият член на венецианската фамилия Дзордзи, който управлява Бодоница. През 1335 г. той се жени за Гулиелма Палавичини, вдовица на Бартоломео Закария. След завладяването на Епир и Тесалия от Стефан Душан през 1347/8 г. той става пряк съсед на сръбското царство. През април 1349 г. Дзорци е изпратен в Сърбия като пратеник на Венеция и води преговори за търговските отношения между двете страни. Той прекарва лятото в сръбския двор, като през септември 1349 г. в Ново Бърдо се провежда среща между него, Стефан Душан и трима представители на Дубровник. Преговорите завършват успешно, като с хрисовул на царя се гарантират митата, правото на венецианските и дубровнишки търговци да търгуват свободно в Сърбия, както и се забранява конфискацията на техните стоки от разбити кораби. В края на 1353 или началото на 1354 г. деспот Йоан Комнин, наместник на Душан в Канина и Валона и брат на сръбската царица Елена, нарушава сключеното споразумение. Близо до Валона е разграбен венециански кораб. В отговор венецианският съвет изпраща Николо Дзордзи да преговаря с деспота. Когато Йоан Комнин отказва да върне откраднатите стоки или да обезщети щетите, Венеция обжалва пред неговия сюзерен, Стефан Душан. Сръбският владетел информира венецианците, че според Комнин откраднатите стоки не принадлежат на тях, а на други търговци. Освен това деспотът предлага да изпрати стоките във Венеция за арбитраж, въпреки че в крайна сметка не го прави. Душан е недоволен от своя шурей, но заявява, че от любов към царицата не може да каже нищо повече. Въпреки това сръбският владетел компенсира щетите, нанесени от Йоан Комнин, като изпраща 1120 хиперпера във Венеция чрез своя пратеник Михаил Буча, брат на Никола Буча.

## Семейство
Николо Дзордзи и Гулиелма Палавичини имат трима сина - Франческо, Николо и Джакомо, но отношенията между съпрузите далеч не са хармонични. В средата на 1340-те години те се обтягат, след като Венеция превзема остров Лармена, собственост на Гулиелма Палавичини. Тя обвинява съпруга си в „страхливост и пристрастия“ и с помощта на жителите го изгонва от Бодоница. Венецианците и папа Климент VI се опитват да помирят съпрузите, но безуспешно. Николо Дзорздзи е принуден да отнесе проблема пред венецианския Съвет. Въпреки всички убеждения и санкции на Венеция, включително конфискацията на парите на дъщеря ѝ Марула Закария от венецианската банка в Негропонте, Гулиелма отказва да сключи мир с Дзордзи до смъртта му. През 1354г. Николо починал и съпругата му обявила най-големия им син Франческо за свой съвладетел и възстановила отношенията със Венеция. През 1358г. Гулиелма Палавичини починала и била наследена от Франческо Дзордзи.